# Békési Péter
Békési Péter, névváltozat: Békéssy (Karcag, 1819. február 12. – Debrecen, 1892. március 20.) leányiskolai tanító. Békési Gyula tanár (1847–1896) édesapja.

## Életútja
Békési György és Mátyus Mária fiaként született. A gimnázium négy osztályát szülővárosában végezte, azután a debreceni református főiskolába járt és mint harmadéves bölcselő ment 1838-ban Nagy-Kun-Turkevibe tanítónak, ahol tíz évig működött. 1848-49-ben Karcagon szolgált, 1850-tól debreceni református leányiskolai tanító volt. 1891-ben vonult nyugdíjba a Miklós utcai leányiskolából. Mint tankönyvíró is példaképe volt tanítótársainak, Ó- és Új-szövetségi szent történetek c. műve 1867 és 1885 között húsz kiadást ért meg. Agyszélhűdésben hunyt el 74 éves korában, a Cegléd utcai sírkertben helyezték örök nyugalomra 1892. március 22-én.

## Munkái
- Ó- és Uj szövetségi szent történetek. Debreczen, 1867. (5. kiadás. 1873. 16. k. 1882. 20. k. 1885. U. ott.)
- Rövid polgári, természeti és mértani földrajz. Debreczen, 1867. (10. kiadás. 1882. 15. k. 1889. U. ott.)
- Rövid természetrajz. Debreczen, 1869. (2. k. 1871. 3. jav. kiadás 1873. 9. k. 1882. 14. k. 1889. U. ott.)
- Magyarok története. Debreczen, 1869. (3. jav. kiadás. 1873. 5. k. 1882. U. ott.)
- Ker. egyháztörténet. Debreczen, 1870. (2. kiadás 1871. 5. k. 1880. 6. k. 1884. U. ott.)
- Debreczeni ABC. Debreczen, 1871. (2. k. 1882. 10. k. 1888. U. ott.)
- Rövid magyar nyelvtan. Debreczen, 1871. (2. kiadás. U. ott, 1873.)
- Rövid alkotmánytan. Debreczen, 1872. (2. kiadás 1873. 3. kiadás. 1882. 4. k. 1886. U. ott.)
- Természettan. Debreczen, 1874. (2. kiadás. U. ott, 1879.)
- Rövid időszámlálás és helyismeret. Debreczen,... (2. kiadás. U. ott, 1875.)
- Képek a magyarok történetéből. Debreczen, 1877. (2. kiadás. U. ott, 1890.)

Tankönyvei B. P. névjegyekkel jelentek meg.